# Hierochloe novae-zelandiae
Hierochloe novae-zelandiae là một loài thực vật có hoa trong họ Hòa thảo. Loài này được Gand. mô tả khoa học đầu tiên năm 1919 publ. 1920.